# ناکاسندو

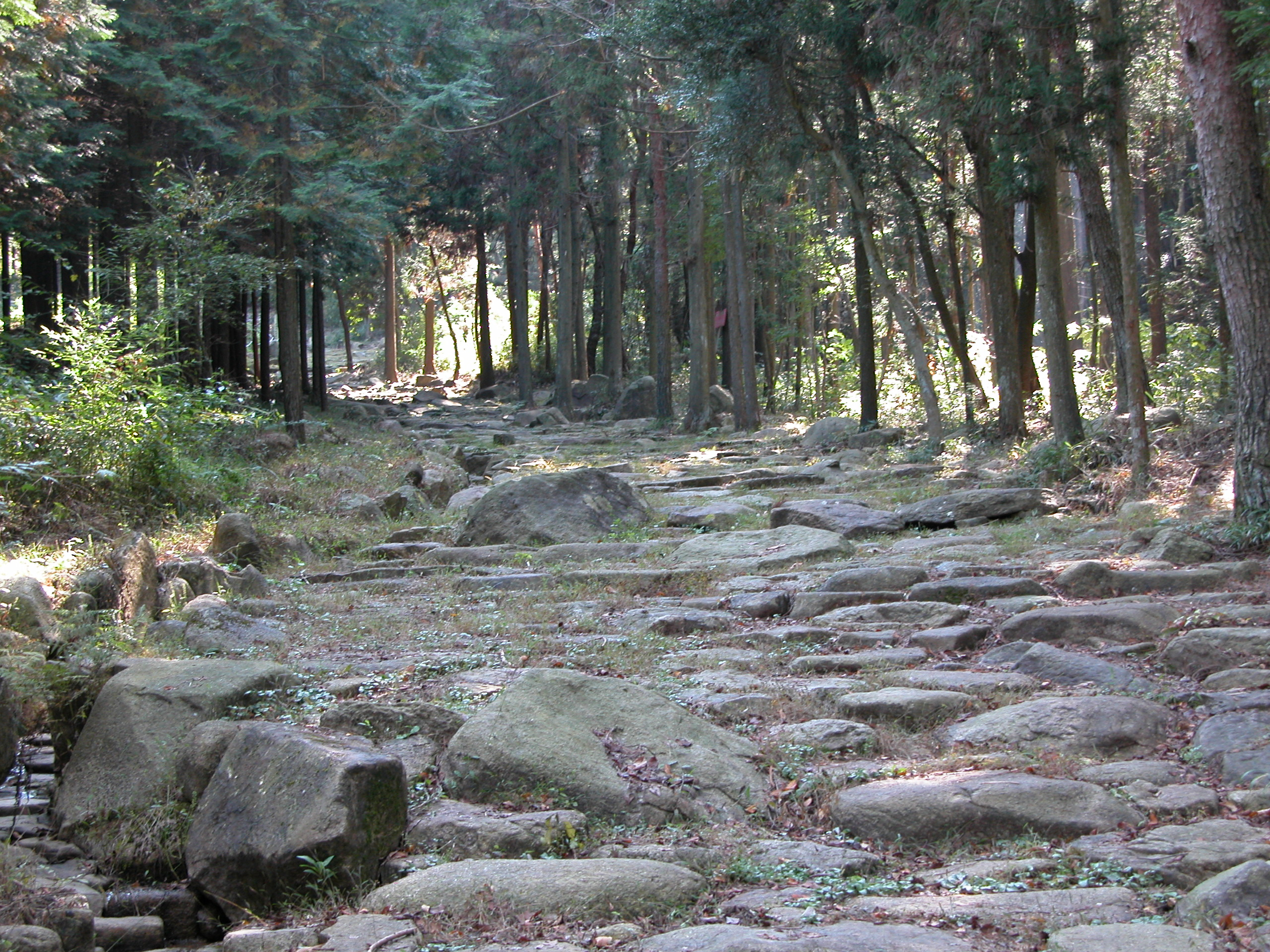
سنگفرش در جاده ناکاسندو

ناکاسندو (به ژاپنی: 中山道 Central Mountain Route) یا کیسوکایدو (به ژاپنی: 木曾街道) یکی از گوکایدوها (پنج جاده) در دوره ادو و یکی از دو جاده‌ای بود که ادو (توکیوی امروزی) را به کیوتو متصل می‌کرد.